# ليش بياسيكي
ليش بياسيكي (بالبولندية: Lech Piasecki)‏ مواليد 13 نوفمبر 1961 في بوزنان، هو دراج بولندي سابق في صنف سباق الدراجات على الطريق وعلى المضمار.

## الميداليات
| الميدالية | المسابقة                                    |
| --------- | ------------------------------------------- |
| ذهبية     | بطولة العالم لسباق الدراجات على الطريق 1985 |

## روابط خارجية
- ليش بياسيكي على موقع أرشيف الدراجات (الإنجليزية)
- ليش بياسيكي على موقع إحصائيات الدراجات الإحترافية (الإنجليزية)
- ليش بياسيكي على موقع CycleBase (الإنجليزية)